# Martin Gauger

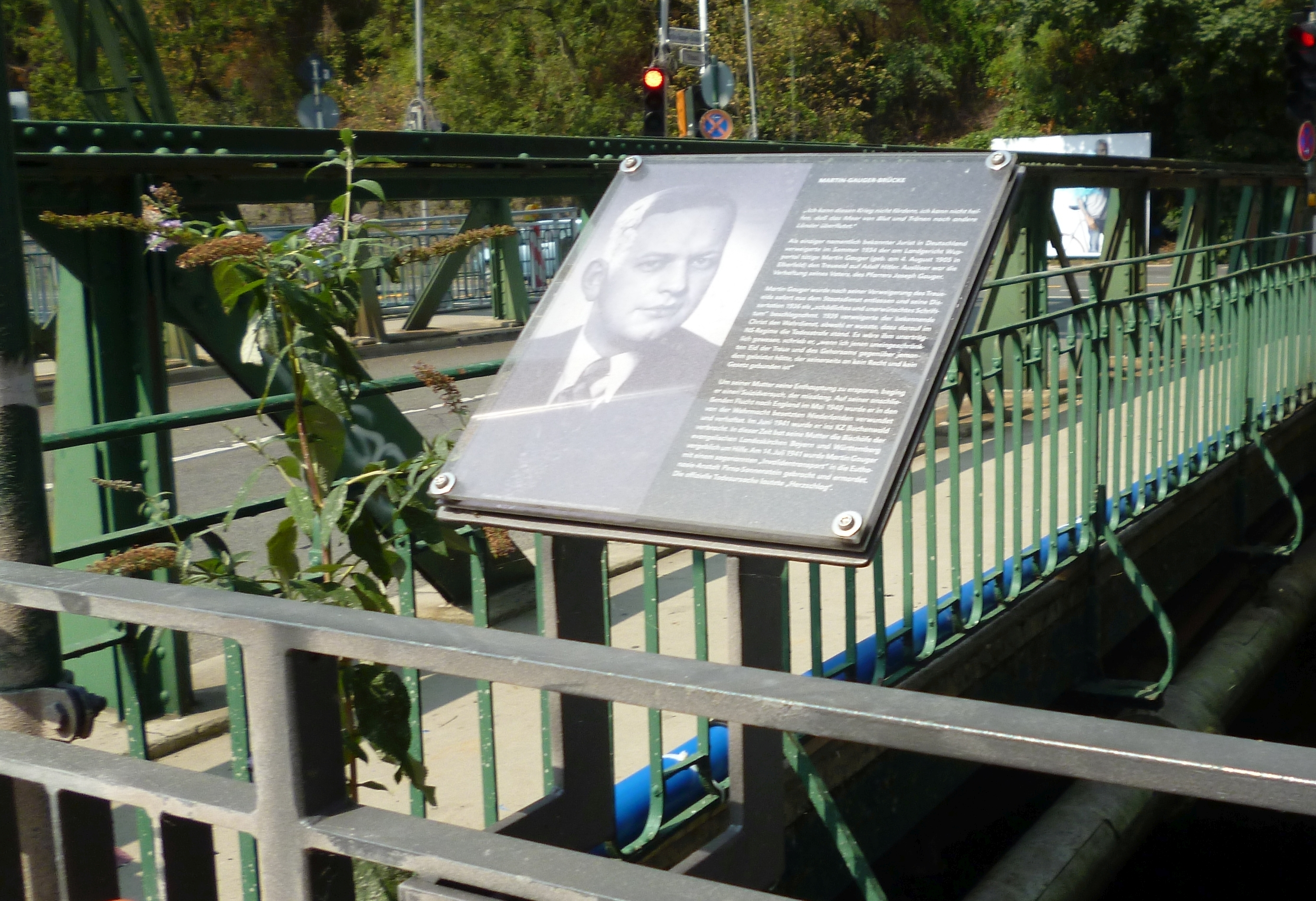
Gedenktafel neben der Schwebebahn-Haltestelle Landgericht an der Brücke über die Wupper

Gotthard Martin Gauger (* 4. August 1905 in Elberfeld; † 15. Juli 1941 in der NS-Tötungsanstalt Sonnenstein, Pirna) war ein deutscher Jurist und Pazifist.

## Leben

### Herkunft und Ausbildung
Gaugers Vater Joseph Gauger war ein pietistisch geprägter Pfarrer; seine Mutter stammte aus einer wohlhabenden Wuppertaler Familie. Er wuchs als fünftes von insgesamt acht Kindern auf. Er studierte 1924–1930 Rechtswissenschaften und Wirtschaftswissenschaft in Tübingen, Kiel, London, Berlin und Breslau.
Nach der Promotion zum Dr. iur. begann er 1933 als Rechtsassessor bei der Staatsanwaltschaft am Landgericht Wuppertal.

### Zeit des Nationalsozialismus
Nach dem Tod des Reichspräsidenten Paul von Hindenburg übernahm Hitler zusätzlich zum Amt des Reichskanzlers auch das Amt des Reichspräsidenten; eine Volksabstimmung am 19. August 1934 sollte dies legitimieren.
Martins Vater, Direktor der Evangelischen Gesellschaft in Wuppertal-Elberfeld, plädierte dafür, die Ämter Reichskanzler und Reichspräsident getrennt bestehen zu lassen. Er schickte ein Manuskript an die Zeitschrift Licht und Leben; dieses wurde aber von der Postkontrolle abgefangen, er selbst in „Schutzhaft“ genommen und die Zeitschrift befristet verboten.
Das war für Martin Gauger der unmittelbare Anlass, den am 20. August gesetzlich eingeführten Treueeid auf Hitler nicht zu leisten. Er wurde – als einziger namentlich bekannter Jurist – sofort entlassen.
Gauger schrieb seinem Bruder, dass es ihm unerträglich gewesen wäre,

„wenn ich jenen uneingeschränkten Eid der Treue und des Gehorsams gegenüber jemandem geleistet hätte, der seinerseits an kein Recht und kein Gesetz gebunden ist.“

Gauger schrieb viele vergebliche Bewerbungen und eine juristische Dissertation über „Bekenntnis und Kirchenregiment in ihrer Beziehung zueinander“. Als sie 1936 erschien, wurde sie sofort als „schädliches und unerwünschtes Schrifttum“ beschlagnahmt. In der Dissertation wies er nach, dass eine Kirchenleitung, die Irrlehre verbreite, auch juristisch nicht rechtmäßig sei. Mit dieser Begründung hatte die Bekennende Kirche (BK) auf der Zweiten Bekenntnissynode von Berlin-Dahlem (Oktober 1934)
an Stelle der regimetreuen Deutschen Christen eine eigene Kirchenleitung eingesetzt.
Im Januar 1935 erhielt er eine Anstellung bei der Ersten Vorläufigen Kirchenleitung der Bekennenden Kirche in Berlin in deren Rechtsabteilung.
Als diese im Februar 1936 während der 4. Bekenntnissynode der Deutschen Evangelischen Kirche auseinanderbrach, wurde er leitender Jurist des lutherischen Flügels, des „Rates der Evangelisch-Lutherischen Kirche Deutschlands“ (Lutherrat). In dieser Funktion setzte er sich für von den Nazis verfolgte Menschen ein.
Als sich der Lutherrat dem nationalsozialistischen Rassegedanken unterwarf, musste Gauger seine Beschäftigung aufgeben.
1939 widersetzte er sich seiner Musterung zum Wehrdienst:

„Ich kann diesen Krieg nicht fördern, ich kann nicht helfen, dass das Meer von Blut und Tränen noch andere Länder überflutet.“

Als er sich im April 1940 der bevorstehenden Musterung und angedachten Verpflichtung als Kriegsverwaltungsrat nicht länger verweigern konnte, flüchtete er mit Hilfe seines Bruders Joachim und des bekannten Gefängnisseelsorgers Harald Poelchau. Gauger schwamm am 17. Mai durch den Rhein in die Niederlande, von wo er weiter nach Großbritannien flüchten wollte. Am 18. Mai 1940 kapitulierten die Niederlande (die Wehrmacht war ab dem 10. Mai dort einmarschiert, siehe Westfeldzug).
Gauger wurde bei Wyler verwundet und verhaftet.
Vom 22. Mai 1940 bis zum Juni 1941 war Gauger in Düsseldorf-Derendorf („Ulmer Höh“) inhaftiert. Dort äußerte er sich über das Verhältnis von Notwehr und Verteidigung:

„Nach meiner Meinung kann ein Krieg nur als Verteidigungskrieg gerechtfertigt werden, also in echter Notwehr … Die Ausweitung des strengen Notwehrbegriffs auch auf internationale Streitfälle … lehne ich ab.“

Gauger wurde am 12. Juni 1941 in das Konzentrationslager Buchenwald überstellt. Die Bischöfe Hans Meiser und Theophil Wurm weigerten sich, sich für Gauger einzusetzen. Es gelang ihm, einen Abschiedsbrief an seinen Bruder Siegfried zu richten:

„Wenn einmal der Nebel sich zerteilt hat, in dem wir leben, dann wird man sich fragen, warum nur einige, warum nicht alle sich so verhalten haben.“

Am 14. Juli 1941 wurde Gauger im Rahmen der Aktion 14f13 einem sogenannten „Invalidentransport“ von Häftlingen zugeteilt. In seinem Fall handelte es sich um die bewusste „Beseitigung“ einer missliebigen Person, die nicht einmal mit den offiziös verlautbarten Kriterien der Aktion übereinstimmte und ebenso andere, vor allem jüdische Häftlinge, betraf. Der Transport brachte Gauger zur Tötungsanstalt Pirna-Sonnenstein, wo er ermordet wurde. Sein Tod wurde offiziell eine Woche später, am 23. Juli 1941, mit „Herzschlag“ im Standesamt Weimar II (d. i. das KL Buchenwald) beurkundet. Die bewusste Fehldatierung sowie die Verschleierung des tatsächlichen Todesortes dienten dabei der Geheimhaltung dieser „Invalidenaktion“.

## Gedenken

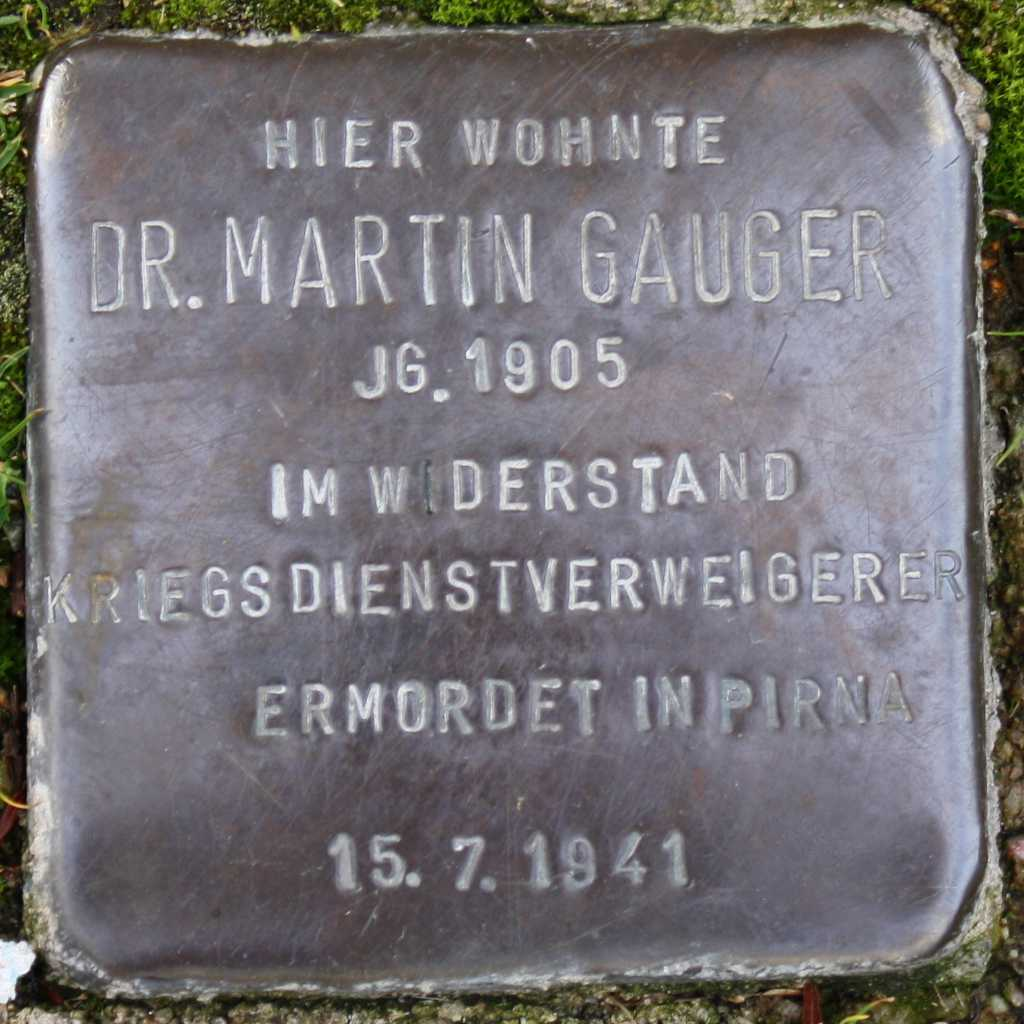
Stolperstein für Martin Gauger

Im Gedenken an Martin Gauger verleiht der Bund der Richter und Staatsanwälte in Nordrhein-Westfalen alle zwei Jahre den Martin-Gauger-Preis. Der Preis wird im Rahmen eines landesweiten Schülerwettbewerbs ausgelobt und ist dem Gedanken der Menschenrechte verpflichtet. Die Preisverleihung findet daher um den internationalen Tag der Menschenrechte am 10. Dezember statt.
In Erinnerung an Gauger wurde an seiner letzten Adresse in Wuppertal, Hopfenstr. 6, ein Stolperstein verlegt. (Lage des Stolpersteins)
Im September 2017 wurde eine Gedenktafel neben der Schwebebahn-Haltestelle Landgericht an der Brücke über die Wupper in Wuppertal-Elberfeld angebracht und die Brücke zur Gerichtsinsel nach ihm benannt.
Zum 80. Jahrestag seiner Ermordung erinnerte die Ausstellung „Seine Kirche aber schwieg“ in der Herderkirche in Weimar an Martin Gauger und an das Schweigen der damaligen Kirchenleitung. Außerdem fand im ehemaligen KZ Buchenwald eine Gedenkveranstaltung für ihn statt.